# Chazay-d'Azergues
Chazay-d'Azergues est une commune située dans le département du Rhône en région Auvergne-Rhône-Alpes.

## Géographie

### Situation
Située dans une dépression séparant les monts du Lyonnais de ceux du Beaujolais, Chazay se trouve à une vingtaine de kilomètres au nord-ouest de Lyon et douze kilomètres au sud de Villefranche-sur-Saône. Bordée à l'est par l'Azergues, affluent de la Saône, la commune est limitrophe de celles de Morancé, Les Chères, Marcilly-d'Azergues, Civrieux-d'Azergues, Lozanne, et Saint-Jean-des-Vignes.

### Communes limitrophes
Les communes limitrophes sont Saint-Jean-des-Vignes, Les Chères, Civrieux-d'Azergues, Lozanne, Marcilly-d'Azergues et Morancé.
|                       | Morancé             | Les Chères          |
| Saint-Jean-des-Vignes | Chazay-d'Azergues   |                     |
| Lozanne               | Civrieux-d'Azergues | Marcilly-d'Azergues |

### Climat
Pour des articles plus généraux, voir Climat d'Auvergne-Rhône-Alpes et Climat du Rhône.
En 2010, le climat de la commune est de type climat océanique dégradé des plaines du Centre et du Nord, selon une étude du Centre national de la recherche scientifique s'appuyant sur une série de données couvrant la période 1971-2000. En 2020, Météo-France publie une typologie des climats de la France métropolitaine dans laquelle la commune est exposée à un climat de montagne ou de marges de montagne et est dans la région climatique Nord-est du Massif Central, caractérisée par une pluviométrie annuelle de 800 à 1 200 mm, bien répartie dans l’année.
Pour la période 1971-2000, la température annuelle moyenne est de 11,7 °C, avec une amplitude thermique annuelle de 18,1 °C. Le cumul annuel moyen de précipitations est de 769 mm, avec 8,8 jours de précipitations en janvier et 6,4 jours en juillet. Pour la période 1991-2020, la température moyenne annuelle observée sur la station météorologique de Météo-France la plus proche, « Pommiers », sur la commune de Pommiers à 9 km à vol d'oiseau, est de 12,6 °C et le cumul annuel moyen de précipitations est de 778,0 mm,. Pour l'avenir, les paramètres climatiques de la commune estimés pour 2050 selon différents scénarios d'émission de gaz à effet de serre sont consultables sur un site dédié publié par Météo-France en novembre 2022.

## Urbanisme

### Typologie
Au 1er janvier 2024, Chazay-d'Azergues est catégorisée ceinture urbaine, selon la nouvelle grille communale de densité à sept niveaux définie par l'Insee en 2022.
Elle appartient à l'unité urbaine de Lyon, une agglomération inter-départementale regroupant 123  communes, dont elle est une commune de la banlieue,,. Par ailleurs la commune fait partie de l'aire d'attraction de Lyon, dont elle est une commune de la couronne,. Cette aire, qui regroupe 397 communes, est catégorisée dans les aires de 700 000 habitants ou plus (hors Paris),.

### Occupation des sols
L'occupation des sols de la commune, telle qu'elle ressort de la base de données européenne d’occupation biophysique des sols Corine Land Cover (CLC), est marquée par l'importance des territoires agricoles (54,4 % en 2018), en augmentation par rapport à 1990 (51,5 %). La répartition détaillée en 2018 est la suivante :
zones agricoles hétérogènes (45,3 %), zones urbanisées (39,1 %), forêts (6,5 %), prairies (5,8 %), cultures permanentes (3,3 %), terres arables (0,1 %). L'évolution de l’occupation des sols de la commune et de ses infrastructures peut être observée sur les différentes représentations cartographiques du territoire : la carte de Cassini (XVIIIe siècle), la carte d'état-major (1820-1866) et les cartes ou photos aériennes de l'IGN pour la période actuelle (1950 à aujourd'hui).

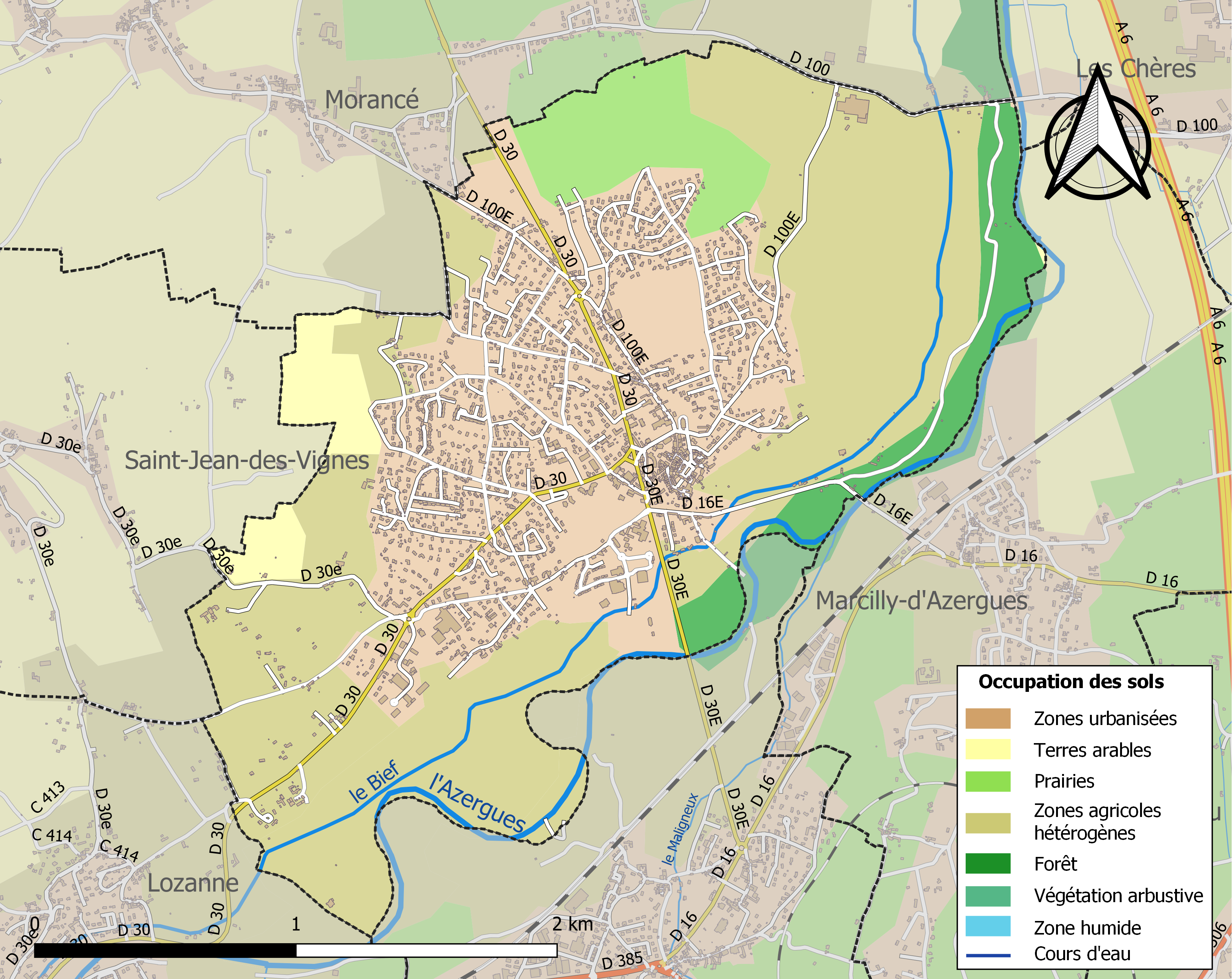
Carte des infrastructures et de l'occupation des sols de la commune en 2018 (CLC).

## Toponymie
Chazay tire son nom du latin Casetus, Casetum désignant un petit châtelet.

## Histoire

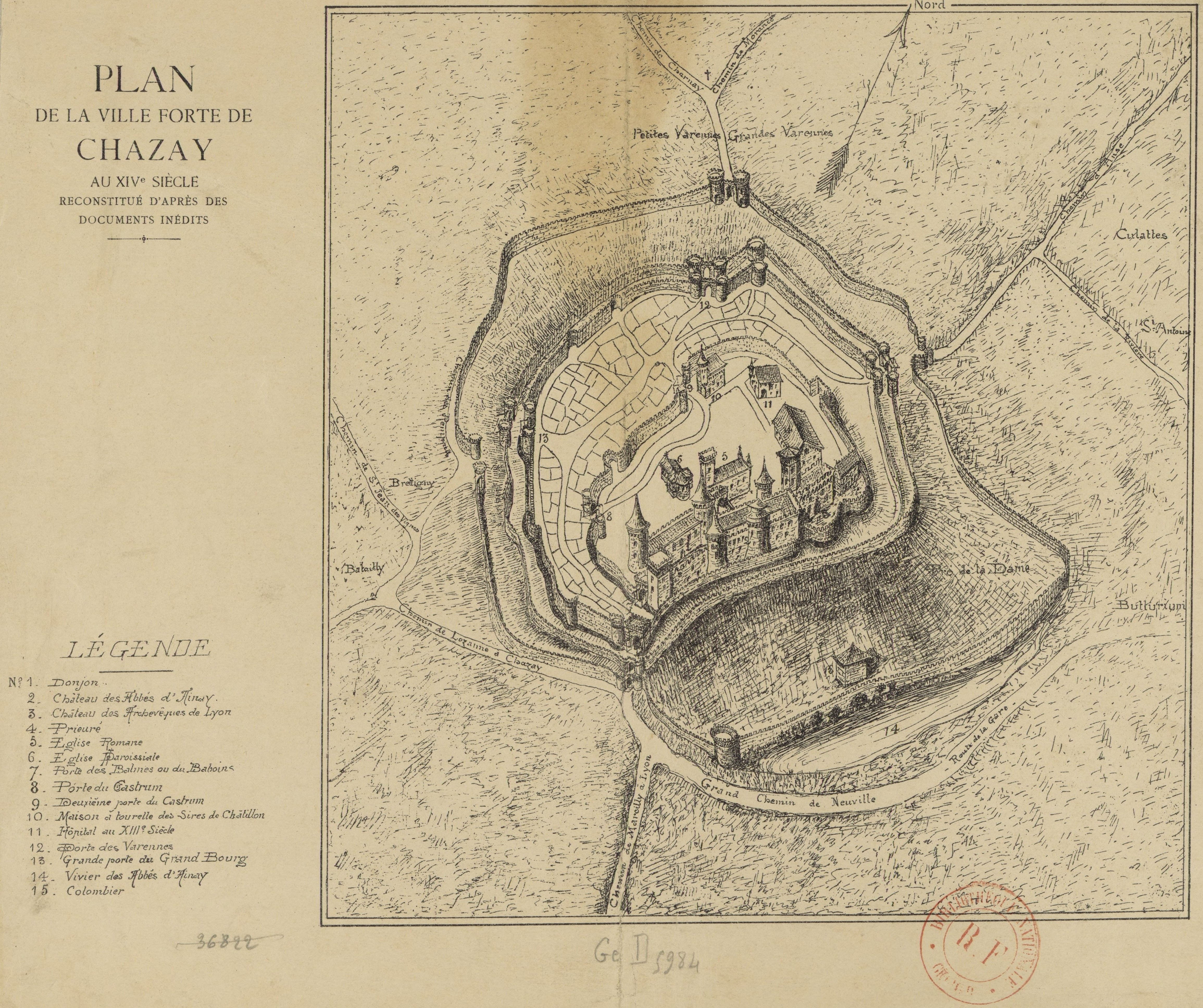
Plan de la ville forte de Chazay au XIV.

Le fief et la seigneurie de Chazay appartiennent à l'abbaye d'Ainay à partir du Xe siècle.
Entre les XIIe et XIIIe siècles, Chazay était défendue par trois enceintes. La tour tronquée est un vestige de la muraille qui comprenait 4 portes et 4 tours, détruite à la demande du cardinal de Richelieu.
À l'époque féodale et jusqu'en 1789, Chazay dépendait de l'abbaye d'Ainay à Lyon - son abbé étant le seigneur ecclésiastique de droit banal-, qui avait fait construire un château dont il subsiste quelques vestiges.
Le dicton de Chazay est : "Filles qui n'ont vu le baboin oncques mari ne trouvent point".
En 2010, la commune installe 37 caméras de surveillance, ce qui constitue un record en France (environ une caméra pour 100 habitants) à la suite des dégradations subies par la commune lors de l'année 2009, chiffrées à 30 000 €.[réf. souhaitée]

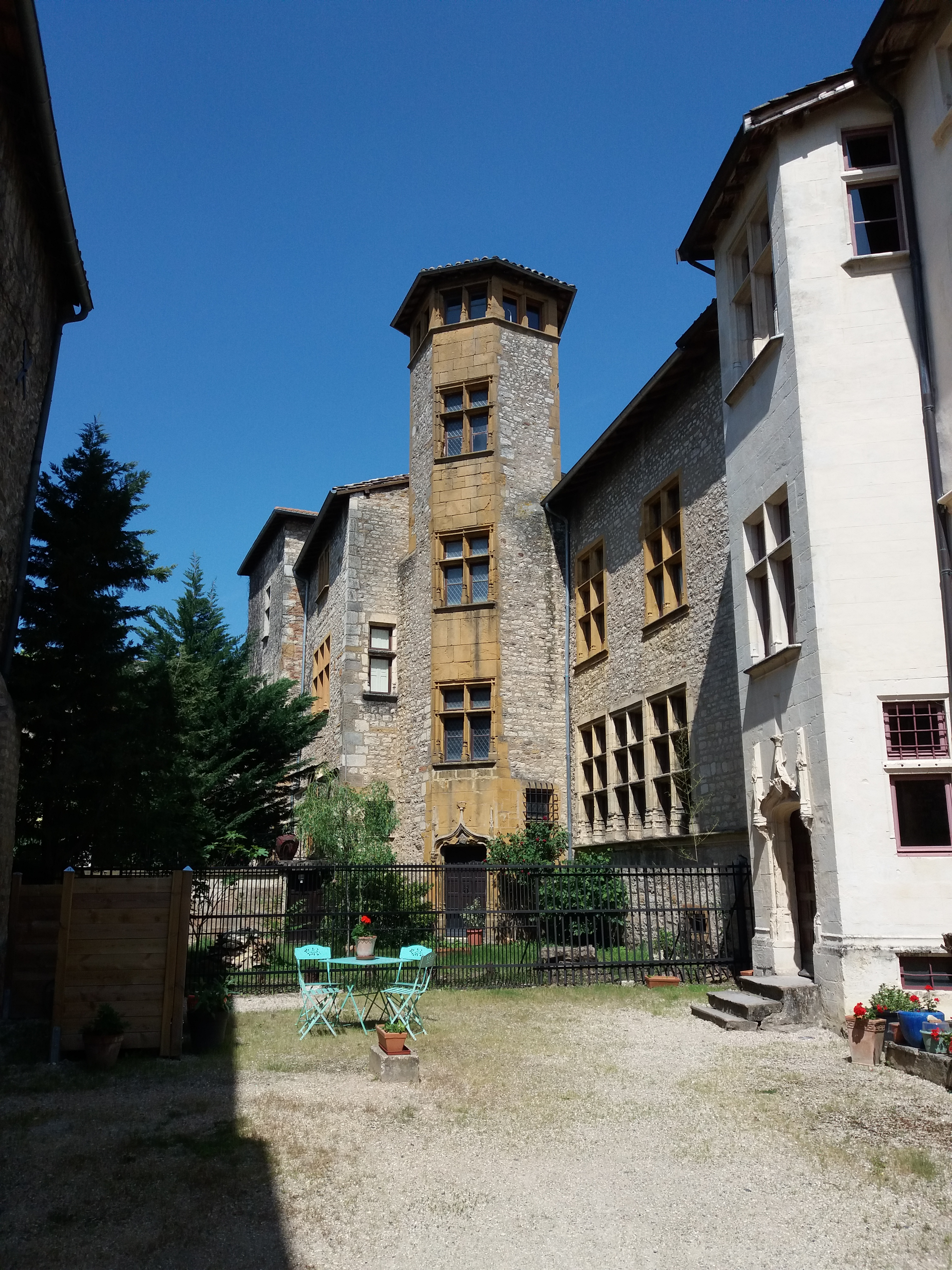
Prieuré et château d'Ainay
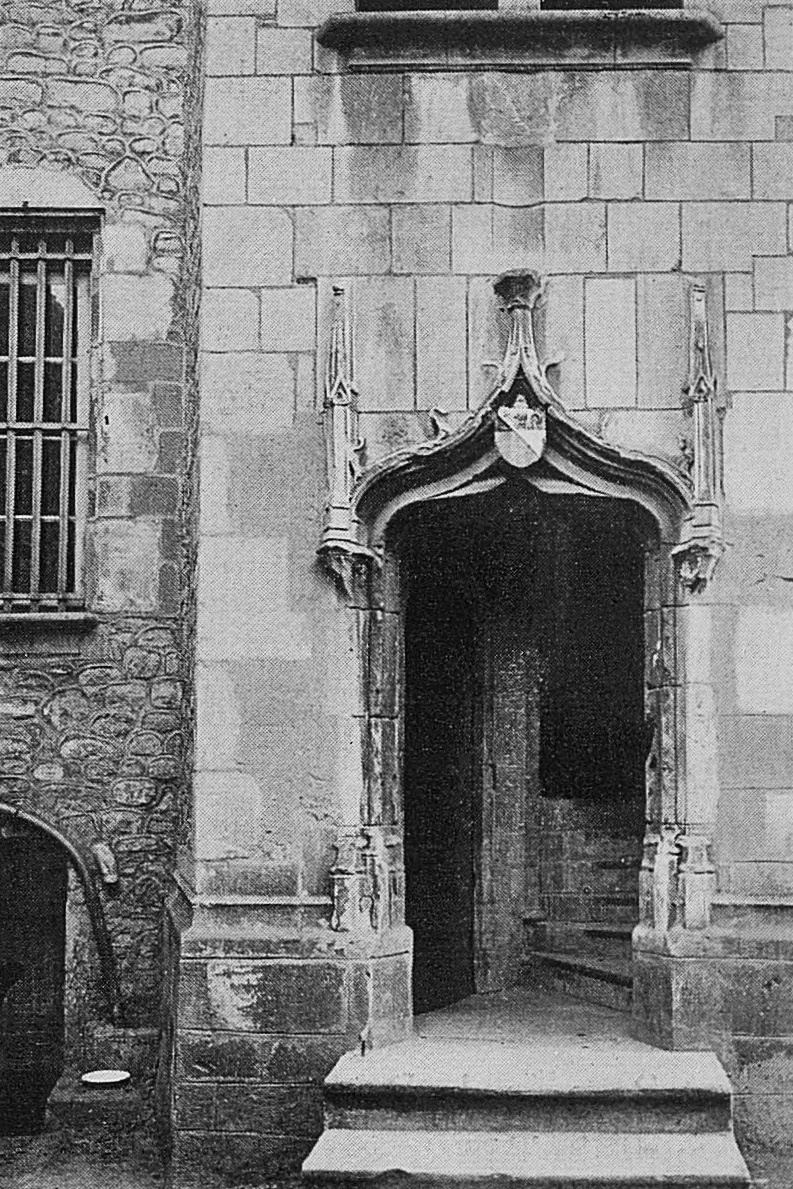
Porte du château avec les armes de l'abbaye
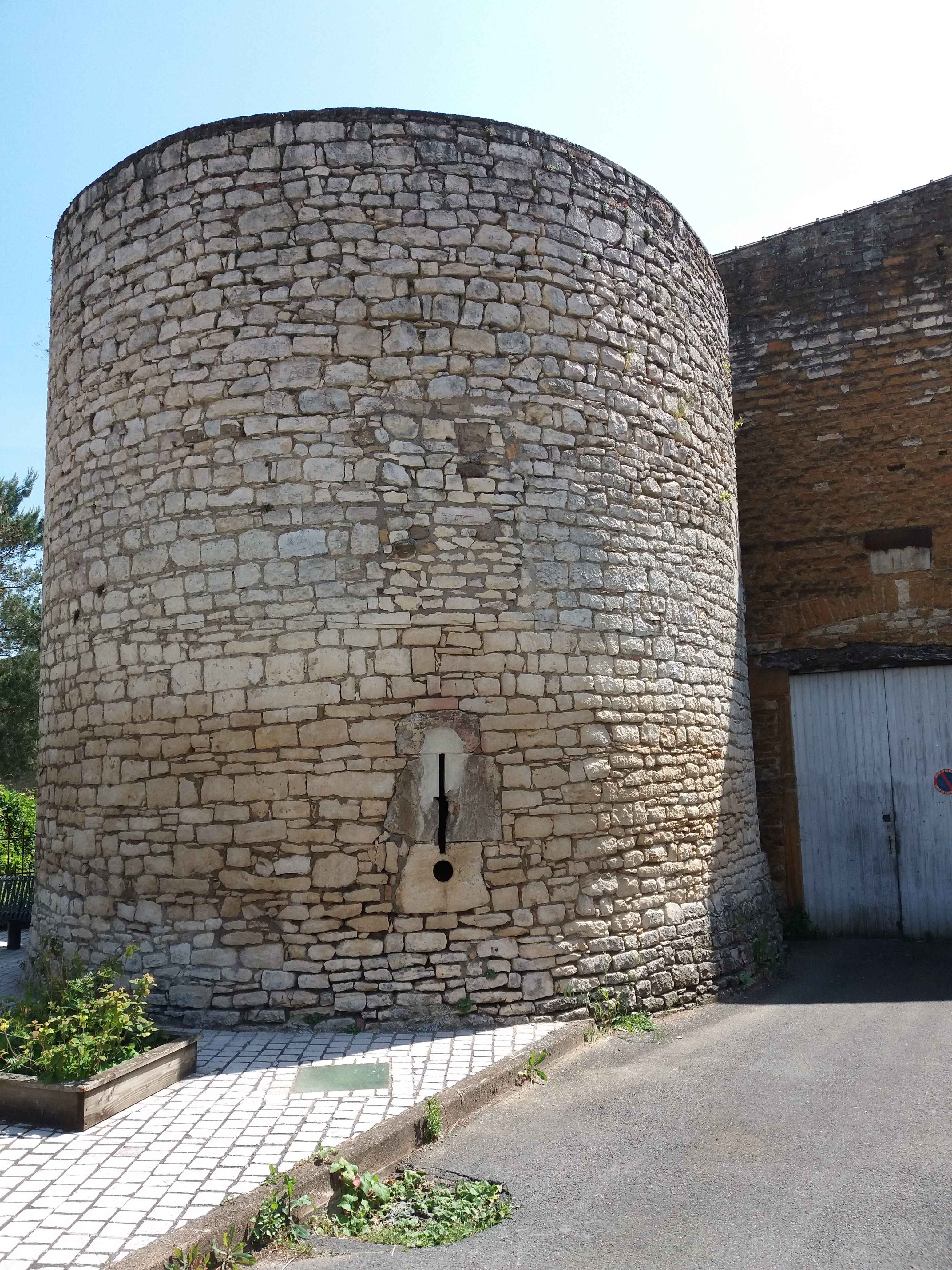
Tour tronquée

## Politique et administration

### Administration municipale
| Période       | Période                        | Identité          | Étiquette     | Qualité |
| ------------- | ------------------------------ | ----------------- | ------------- | --- |
| 1944          | 1945                           | Jean Berthaud     |               | Nommé par le comité départemental de Libération                                                                                         |
| 1945          | mars 1983                      | Alexis Kandelaft  | Rad. puis DVD | Conseiller général d'Anse (1960 → 1979)                                                                                                 |
| mars 1983     | mars 1989                      | Pierre Doucet-Bon |               | |
| mars 1989     | juin 1995                      | Georges Deleuze   | DVD           | |
| juin 1995     | mai 2020                       | Alain Martinet    | UMP-LR        | Ancien banquier retraité |
| mai 2020      | octobre 2024                   | Pascale Bay       | DVD           | Enseignante retraitée, ancienne adjointe au maire Députée du Rhône (9e circ.) (2024 → ) Conseillère départementale d'Anse (2015 → 2024) |
| novembre 2024 | En cours (au 12 décembre 2024) | Yves Chalandon    | LR            | Ancien premier adjoint (1995-2024) |

### Intercommunalité
La commune fait partie de la communauté de communes Beaujolais Pierres Dorées.

## Population et société

### Démographie
L'évolution du nombre d'habitants est connue à travers les recensements de la population effectués dans la commune depuis 1793. Pour les communes de moins de 10 000 habitants, une enquête de recensement portant sur toute la population est réalisée tous les cinq ans, les populations de référence des années intermédiaires étant quant à elles estimées par interpolation ou extrapolation. Pour la commune, le premier recensement exhaustif entrant dans le cadre du nouveau dispositif a été réalisé en 2004.

En 2022, la commune comptait 4 270 habitants, en évolution de +3,39 % par rapport à 2016 (Rhône : +3,93 %, France hors Mayotte : +2,11 %).
| 1793 | 1800 | 1806 | 1821 | 1831 | 1836 | 1841 | 1846 | 1851 |
| ---- | ---- | ---- | ---- | ---- | ---- | ---- | ---- | ---- |
| 605  | 386  | 634  | 621  | 717  | 776  | 830  | 846  | 849  |

| 1856  | 1861  | 1866  | 1872 | 1876 | 1881 | 1886 | 1891 | 1896 |
| ----- | ----- | ----- | ---- | ---- | ---- | ---- | ---- | ---- |
| 1 027 | 1 043 | 1 104 | 994  | 992  | 959  | 956  | 860  | 923  |

| 1901 | 1906 | 1911 | 1921 | 1926 | 1931 | 1936 | 1946 | 1954 |
| ---- | ---- | ---- | ---- | ---- | ---- | ---- | ---- | ---- |
| 934  | 821  | 821  | 727  | 690  | 624  | 629  | 600  | 877  |

| 1962  | 1968  | 1975  | 1982  | 1990  | 1999  | 2004  | 2006  | 2009  |
| ----- | ----- | ----- | ----- | ----- | ----- | ----- | ----- | ----- |
| 1 267 | 1 479 | 2 054 | 2 712 | 3 314 | 3 903 | 3 936 | 3 896 | 3 926 |

| 2014  | 2019  | 2022  | - | - | - | - | - | - |
| ----- | ----- | ----- | - | - | - | - | - | - |
| 4 071 | 4 132 | 4 270 | - | - | - | - | - | - |

### Sports
Chazay Football Club, créé en 2010, a atteint le 6e tour de la Coupe de France lors de la saison 2011-2012 alors qu'il évoluait en 3e division de district. Ce club était le Petit Poucet de toute la région Rhône-Alpes.
La commune de Chazay-d'Azergues dispose :
- de trois grandes salles de sport : ces infrastructures polyvalentes accueillent des événements sportifs, des entraînements pour divers sports comme le handball, le basket-ball, le volley-ball, le badminton, le tennis de table, du tennis ainsi que des activités scolaires et associatives ;
- un City-stade : cet espace en plein air est accessible à tous et permet la pratique de multiples sports, tels que le football, le basket-ball, les habitués du City stade y adore faire du foot ;
- un terrain de basket : en complément du City-stade, un terrain dédié exclusivement au basket-ball est disponible pour les amateurs de ce sport ;
- deux terrains de pétanque : en hommage à la tradition populaire, les amateurs de pétanque disposent de deux terrains pour s’adonner à ce sport très prisé dans la région ;
- une tyrolienne : pour les plus jeunes (et les plus audacieux !), une tyrolienne est installée à deux pas du City stade, ajoutant une dimension ludique aux équipements de loisirs de Chazay-d’Azergues ;
- une toile d’araignée : cet équipement d’escalade, souvent très populaire auprès des enfants, permet de grimper en toute sécurité et de développer ses capacités motrices tout en s’amusant ;
- un skatepark : le skatepark de Chazay-d’Azergues est un lieu prisé par les amateurs de glisse. Il comprend trois grandes rampes ainsi que plusieurs rampes plus. Cet équipement est conçu pour accueillir aussi bien les skateurs débutants que les plus expérimentés, offrant ainsi un espace de pratique adapté à tous les niveaux ;
- un terrain en gore avec des cages de foot : ce terrain est idéal pour la pratique du football en plein air. Le gore (ou gorrhe) est un sable concassé de granites et produit localement[21]. La surface en gore offre une alternative naturelle aux terrains gazonnés, permettant des matchs entre amis ou des entraînements pour les amateurs de football ;
- un club de tennis : le club de tennis de Chazay-d’Azergues dispose de cinq terrains extérieurs et de deux terrains intérieurs, permettant ainsi la pratique du tennis toute l’année, quelles que soient les conditions météorologiques ;

La commune est par ailleurs traversée par le Sentier de grande randonnée de pays Tour du Beaujolais des Pierres dorées.

### Climat
Pour des articles plus généraux, voir Climat d'Auvergne-Rhône-Alpes et Climat du Rhône.
En 2010, le climat de la commune est de type climat océanique dégradé des plaines du Centre et du Nord, selon une étude du Centre national de la recherche scientifique s'appuyant sur une série de données couvrant la période 1971-2000. En 2020, Météo-France publie une typologie des climats de la France métropolitaine dans laquelle la commune est exposée à un climat de montagne ou de marges de montagne et est dans la région climatique Nord-est du Massif Central, caractérisée par une pluviométrie annuelle de 800 à 1 200 mm, bien répartie dans l’année.
Pour la période 1971-2000, la température annuelle moyenne est de 11,7 °C, avec une amplitude thermique annuelle de 18,1 °C. Le cumul annuel moyen de précipitations est de 769 mm, avec 8,8 jours de précipitations en janvier et 6,4 jours en juillet. Pour la période 1991-2020, la température moyenne annuelle observée sur la station météorologique de Météo-France la plus proche, « Pommiers », sur la commune de Pommiers à 9 km à vol d'oiseau, est de 12,6 °C et le cumul annuel moyen de précipitations est de 778,0 mm,. Pour l'avenir, les paramètres climatiques de la commune estimés pour 2050 selon différents scénarios d'émission de gaz à effet de serre sont consultables sur un site dédié publié par Météo-France en novembre 2022.

## Urbanisme et cadre de vie
La commune de Chazay-d'Azergues est un bourg situé dans la lointaine banlieue de Lyon, hors du Grand Lyon, qui offre encore une vue attrayante sur les coteaux du Beaujolais. Son urbanisme s'est développé surtout en zones pavillonnaires. Le milieu rural côtoie ici une population qui travaille à 85 % en ville.
En 2008, la commune est épinglée par la fondation Abbé-Pierre pour être l'une des communes de moins de 5 000 habitants ayant le moins construit de logements sociaux en 5 ans.

## Culture locale et patrimoine

### Lieux et monuments

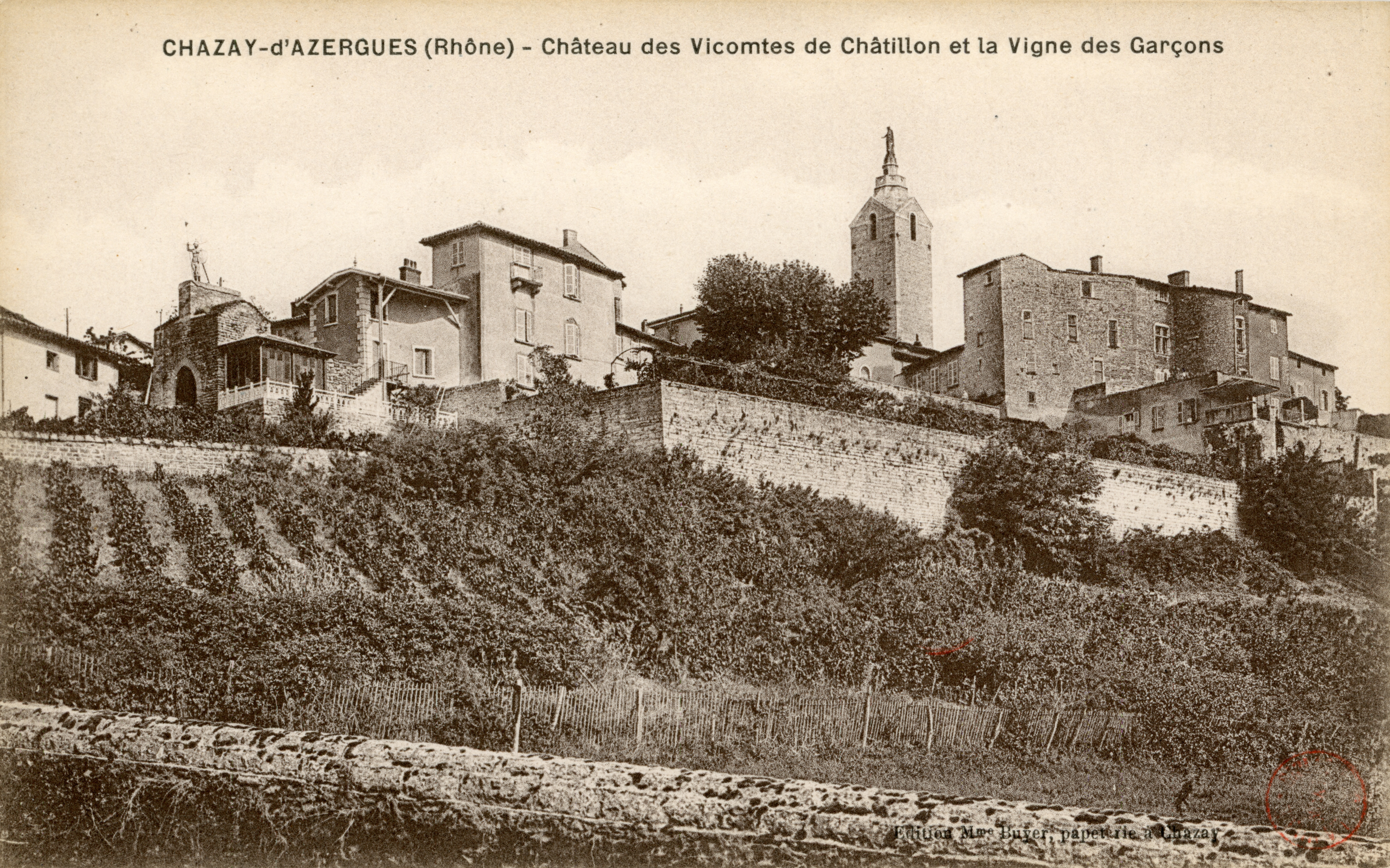
Chazay-d'Azergues (Rhône). - Château des Vicomtes de Châtillon et la Vigne des Garçons

La porte du Baboin, originellement « porte des Balmes », rend hommage à une légende : en 1364 un acrobate déguisé en ours aurait sauvé la femme et la fille du Sire de Châtillon lors de l'incendie de sa maison. Il est alors anobli et épouse la fille du seigneur. En 1839, le conseil municipal de Chazay décide de remplacer sa statue : les deux conseillers envoyés à Lyon ont rapporté ce personnage en fonte ressemblant à un centurion.
L'église Saint-Pierre, construite en 930 par les moines d'Ainay, était dans l'enceinte du château, avec le prieuré construit autour des Xe et XIe siècles et la citadelle détruite au XIIe siècle. Mesurant 29 mètres par 14 mètres, elle avait une nef divisée en trois travées et deux tours. Elle sert au culte jusqu'en 1685 ; vers la Révolution, elle est divisée en deux lots séparés par un mur ; en 1816, le chœur et la tour nord qui portait la cloche d'alarme sont détruits ; en 1825, elle est rachetée par un particulier qui lui apporte de nombreuses modifications. La vierge en fonte, copie de celle Joseph-Hugues Fabisch présente sur la chapelle Saint-Thomas de Lyon, est installée en 1871.

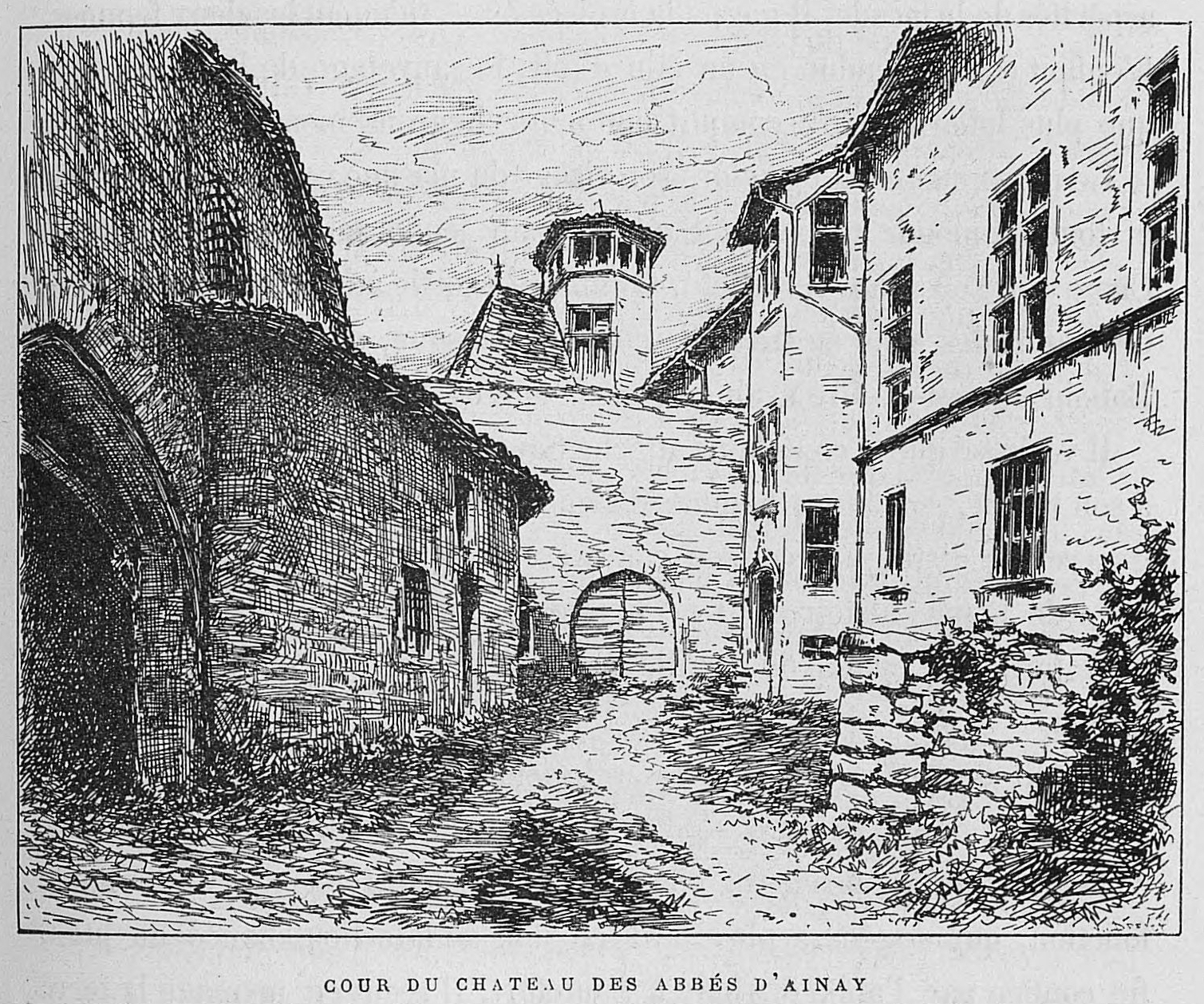
La cour du château des abbés d'Ainay illustrée par Joannès Drevet (1854–1940).
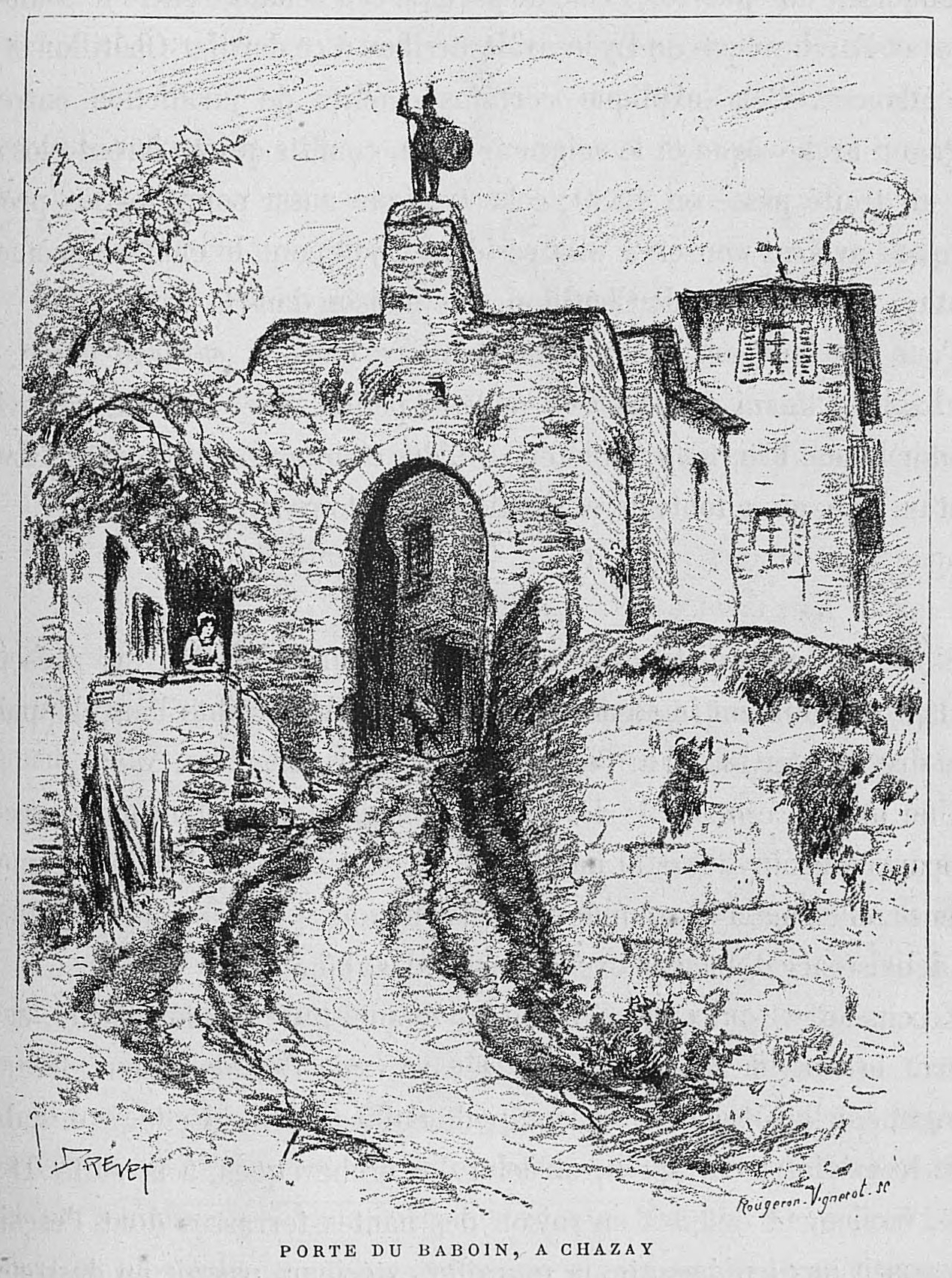
La porte du Baboin dessinée par J. Drevet.
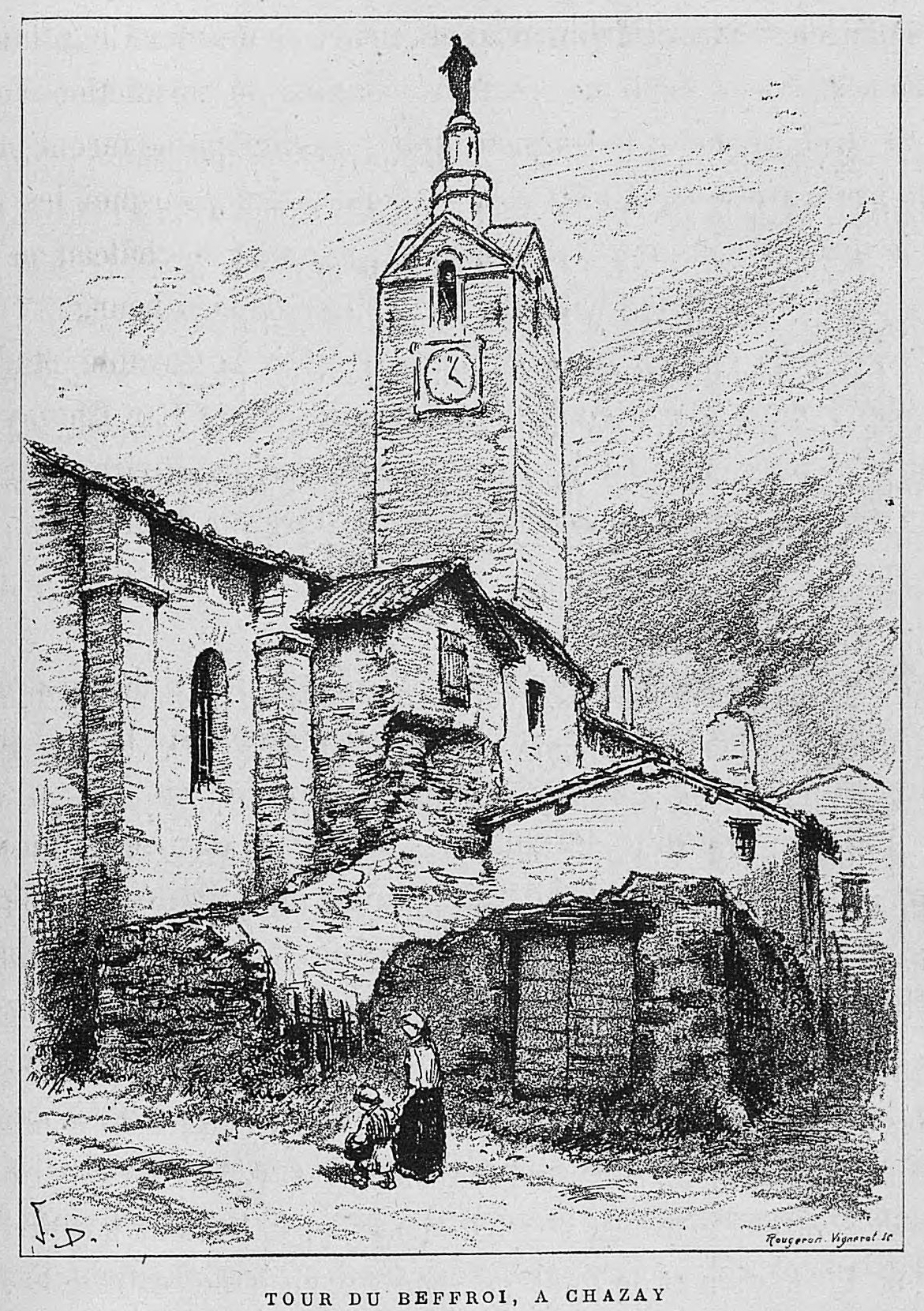
La tour du Beffroi dessinée par J. Drevet.

### Patrimoine culturel

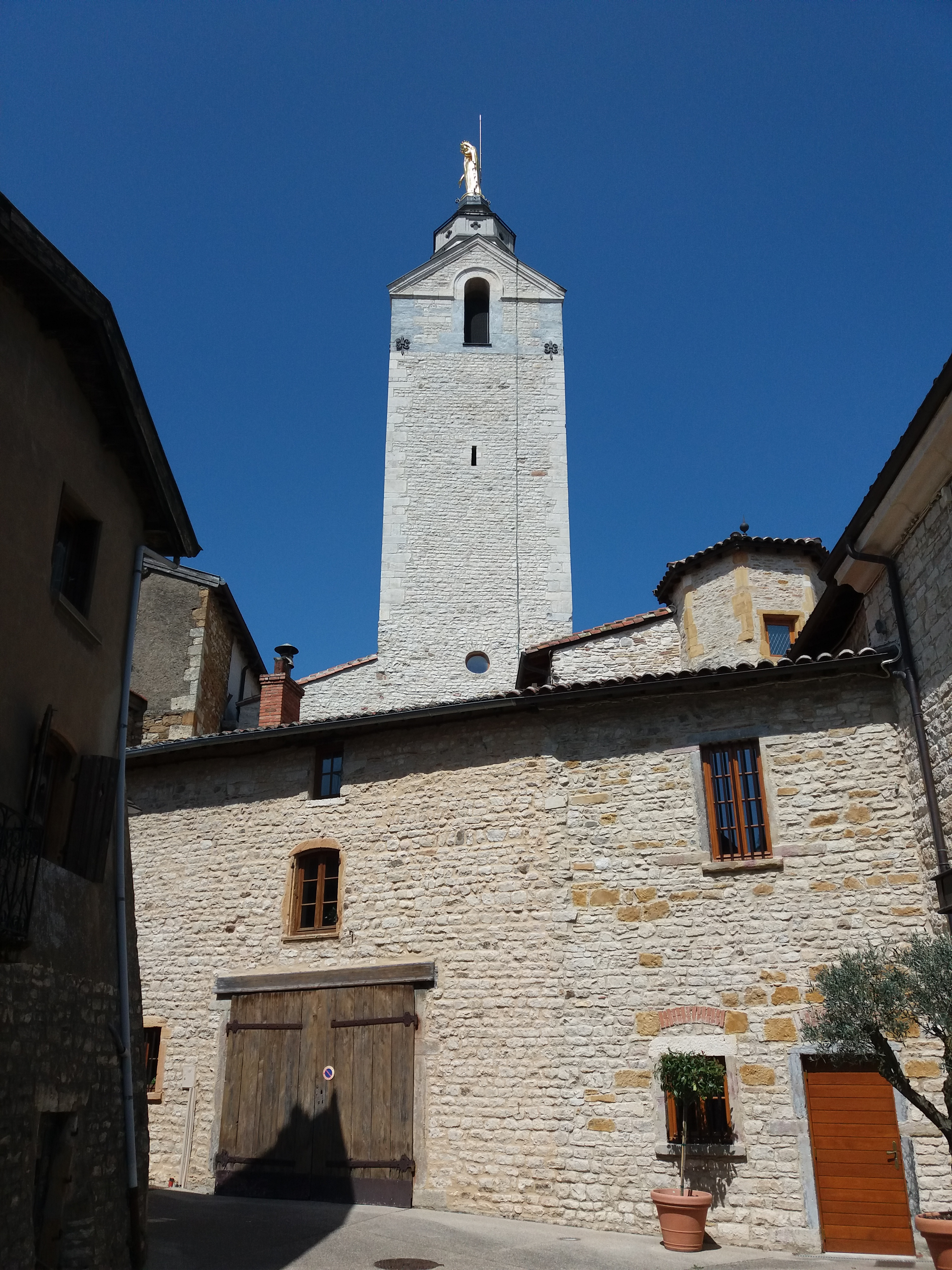
Tour du beffroi.

Le musée de Chazay, rouvert en septembre 2017, propose plusieurs éléments de l'histoire du village, avec un accès à la tour du beffroi de l'église Saint-Pierre pour une vue à 360°.

## Personnalités liées à la commune
- Théodire Sautefort dit « le Baboin », fait chevalier Jehan du Mâs
- Pierre Terrail de Bayard, dit « chevalier Bayard »
- Le peintre François Claudius Compte-Calix, mort à Chazay.
- Le footballeur Jérémy Berthod, qui après avoir été formé à l'Olympique lyonnais évolue à l'AJ Auxerre.
- Le golfeur Raphaël Jacquelin (ancien numéro 1 français) a vécu à Chazay-d'Azergues.
- L'homme politique Jean-Loup Metton, maire de Montrouge, est né à Chazay.
- L'ancien footballeur professionnel Fathi Chebel (international algérien) a joué pendant 5 ans en tant qu'amateur dans l'ancien club de Chazay aujourd'hui intégré au club Monts d'Or Azergues Foot.
- Le héros de bande dessinée Le Combat ordinaire de Manu Larcenet dit vivre à Chazay[23].
- Le botaniste Pierre Rebut, qui a donné son nom au genre de cactus Rebutia[24].
- Leslie Medina, actrice, qui a fréquenté le collège Alexis Kandelaft dans les années 2000.
- Le journaliste, producteur et écrivain Fabrice Papillon, qui a vécu une partie de son enfance à Chazay.